# Valbelle
Valbelle ist eine französische Gemeinde mit 239 Einwohnern (Stand 1. Januar 2022) im Département Alpes-de-Haute-Provence in der Region Provence-Alpes-Côte d’Azur. Sie gehört zum Kanton Sisteron im Arrondissement Forcalquier.

## Geographie
Die Hauptsiedlung von Valbelle, genannt Les Richaud, befindet sich auf 560 m. Sie grenzt im Norden an Bevons, im Nordosten an Sisteron, im Osten an Peipin, im Südosten an Aubignosc sowie im Süden an Châteauneuf-Val-Saint-Donat, Mallefougasse-Augès und Cruis.

## Bevölkerungsentwicklung
| Jahr      | 1962 | 1968 | 1975 | 1982 | 1990 | 1999 | 2008 | 2012 |
| --------- | ---- | ---- | ---- | ---- | ---- | ---- | ---- | ---- |
| Einwohner | 87   | 98   | 96   | 121  | 156  | 214  | 235  | 233  |

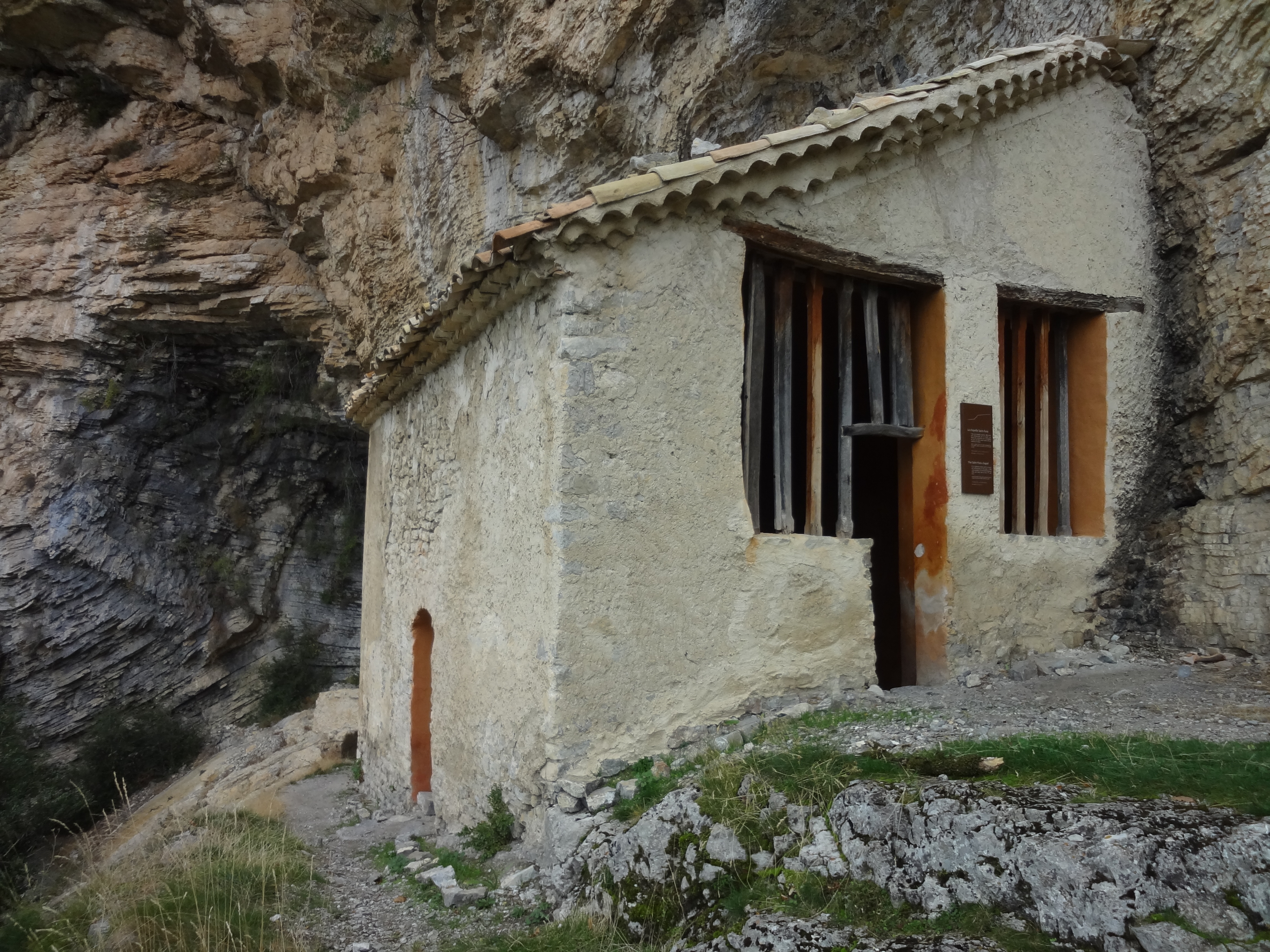
Kapelle Saint-Pons
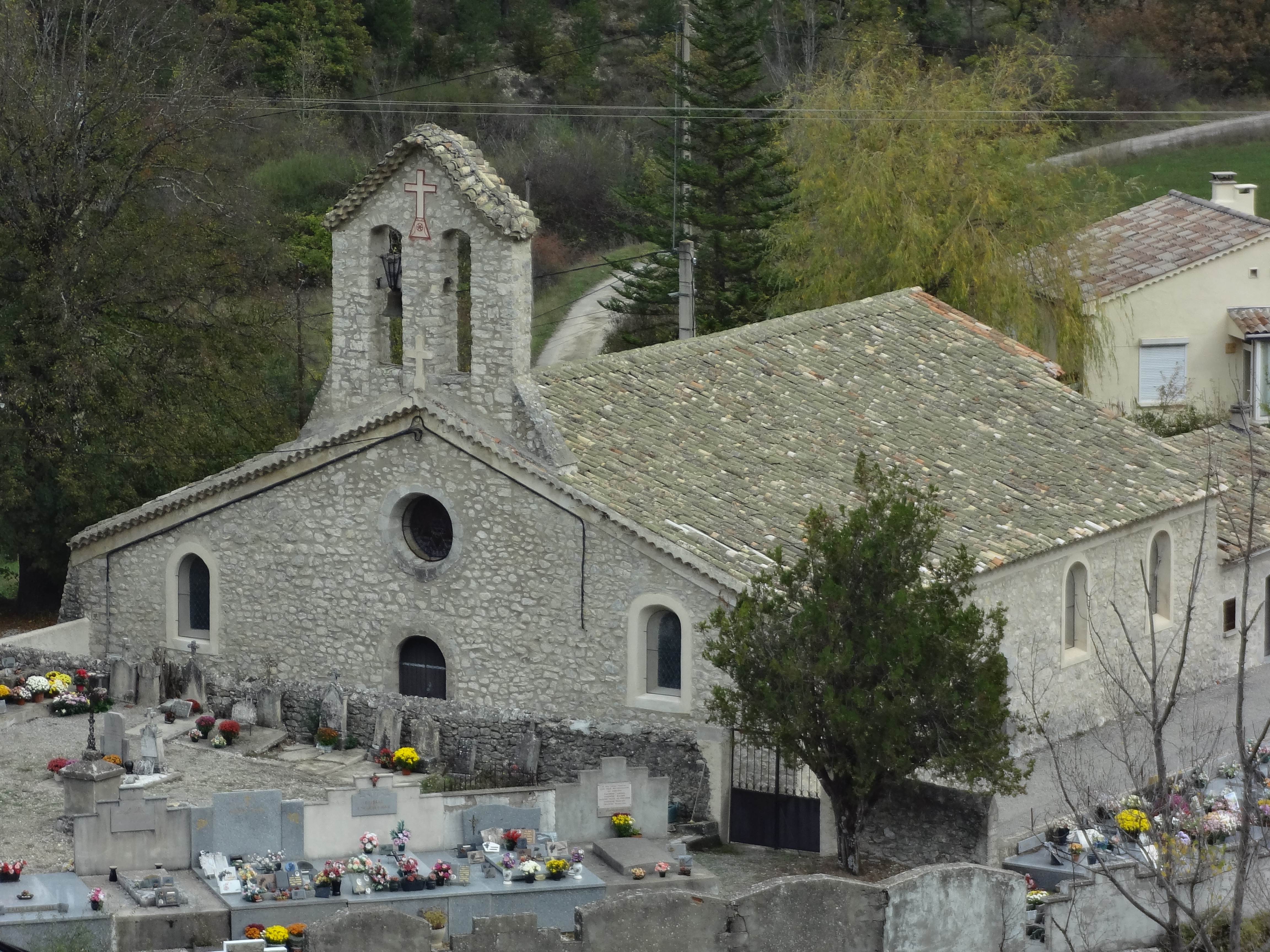
Kirche Saint-Sauveur
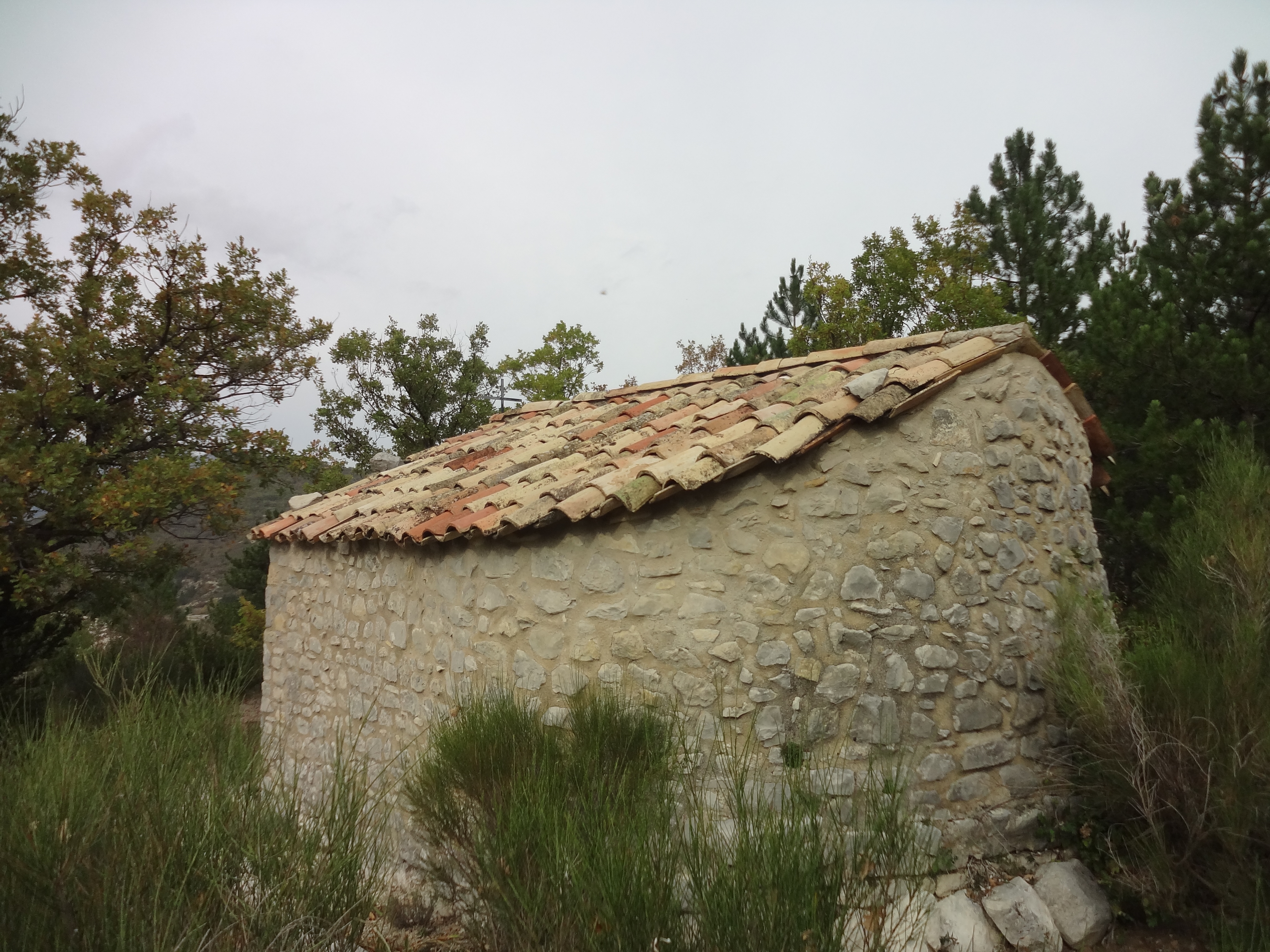
Kapelle Saint-Honoré
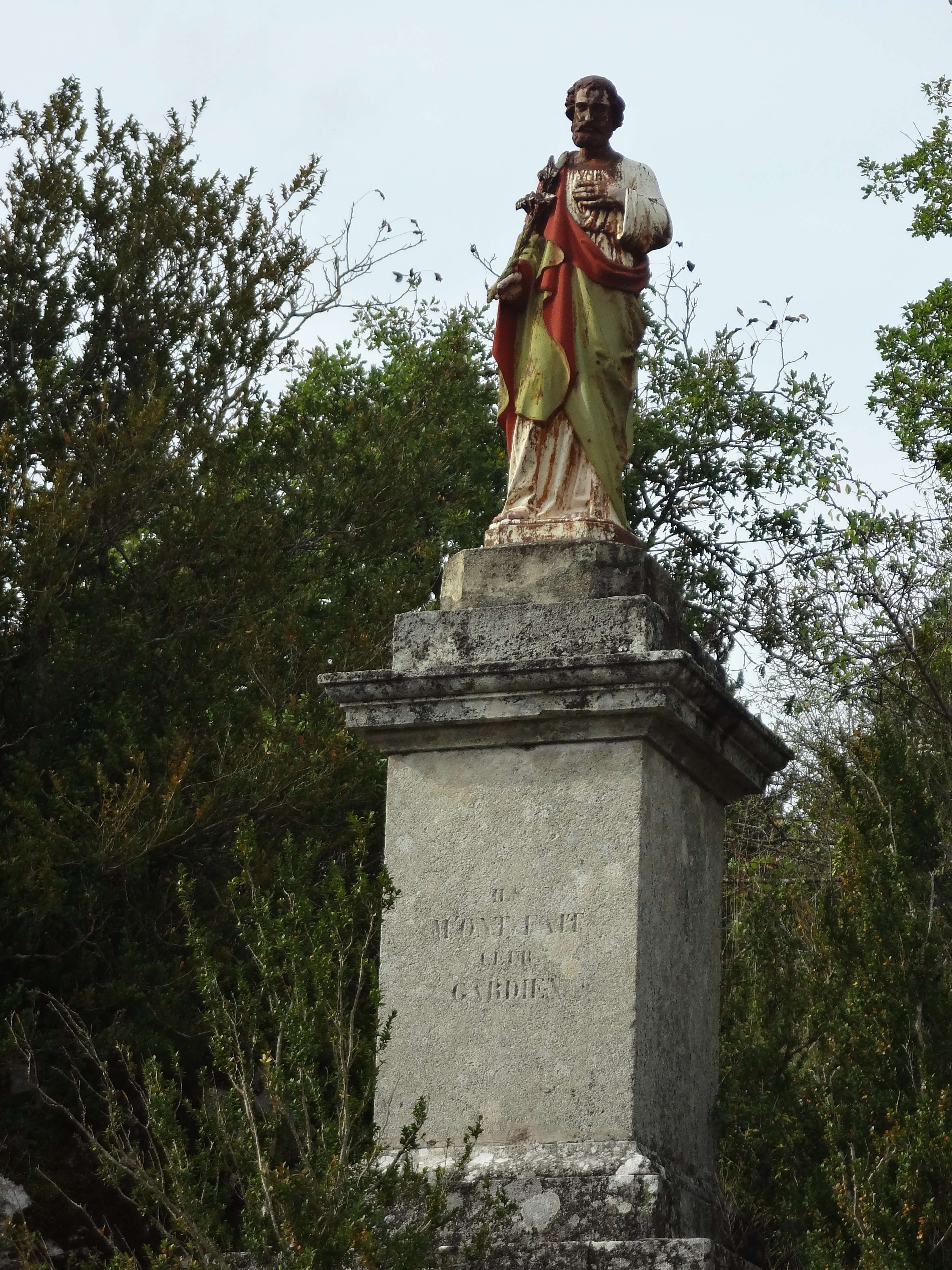
Bildstock Saint-Joseph

Südlich von Valbelle liegt die Höhle Trou de Saint-Pons.